# John Evelyn
John Evelyn (31 de octubre de 1620, Wotton, Surrey, Inglaterra - 27 de febrero de 1706, Londres) fue un escritor y jardinero inglés. Es conocido por haber redactado unos Diarios o Memorias (el Diario de John Evelyn).

## Biografía

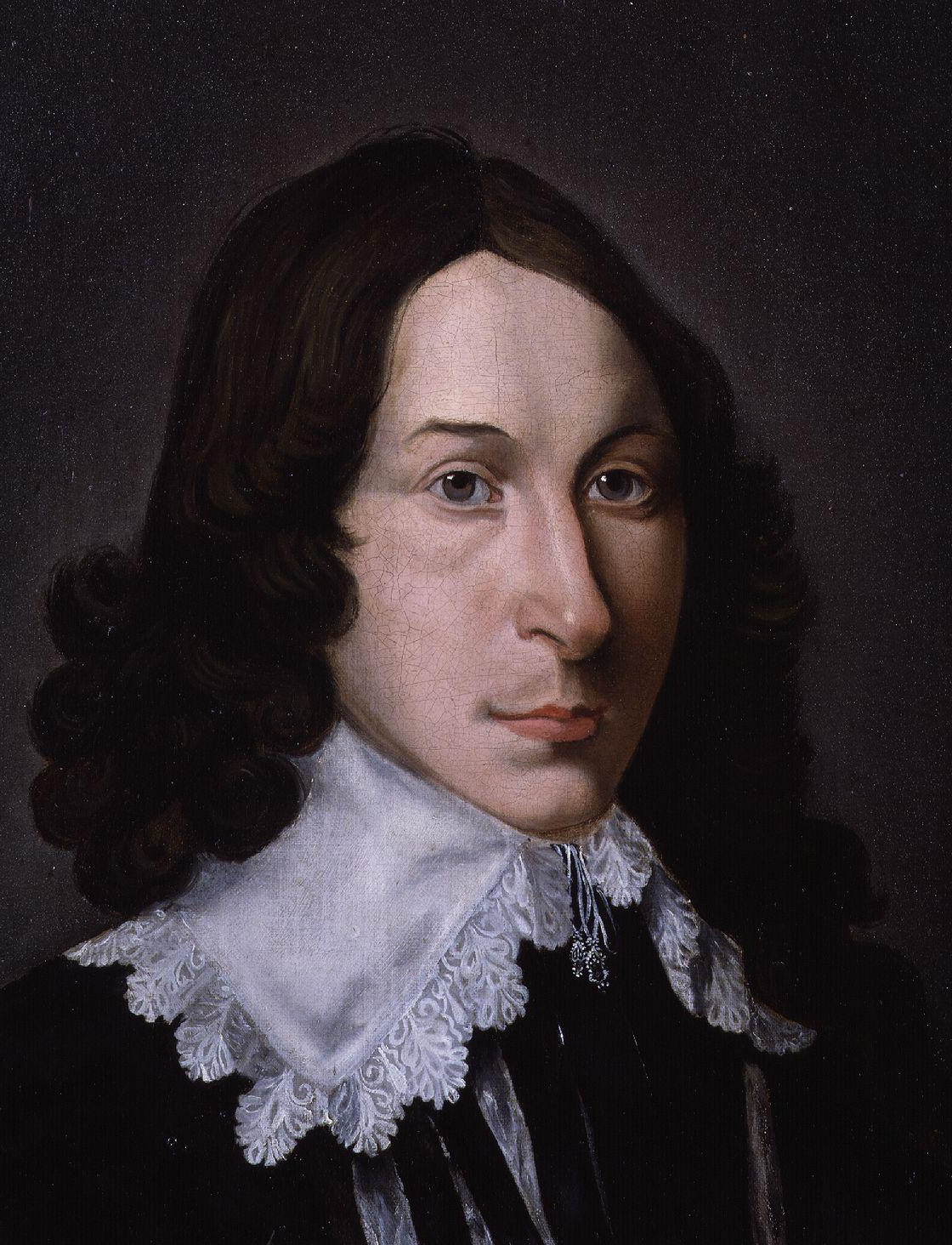
John Evelyn, retratado a los 21 años de edad por Hendrick Van der Borcht, National Portrait Gallery, Londres.

Perteneciente a una familia cuya riqueza provenía de la fabricación de pólvora, John Evelyn nació en Wotton, Surrey y creció en Lewes, Sussex. Completó su educación superior en el Balliol College de Oxford, y en el Middle Temple. En Londres, fue testigo de importantes sucesos como los juicios y ejecuciones de William Howard, 1.er vizconde Stafford y Thomas Wentworth, conde de Strafford. Se unió brevemente al Ejército Monárquico y se fue al extranjero para evitar una mayor participación en la Guerra Civil Inglesa.
En octubre de 1644 Evelyn visitó las ruinas romanas en Fréjus, Provenza, antes de viajar a Italia, donde permaneció hasta 1646, con estancias en Roma y Florencia.
Se casó con Mary Browne (hija de Sir Richard Browne, embajador de Inglaterra en París) en 1647, con la que tuvo ocho hijos (cinco varones y tres hembras, de los que solamente la menor, Suzanne (1669-1754), sobrevivió a sus padres). 
En 1652, Evelyn y su esposa se establecieron en Deptford (actual sureste de Londres). Su casa, Sayes Court (adyacente al astillero naval), fue comprada por Evelyn a su suegro en 1653; dedicándose a transformar sus jardines.
Fue después de la Restauración Monárquica que su carrera realmente despegó. En 1660, Evelyn era un miembro del grupo que fundó la Royal Society. Al año siguiente, publicó el Fumifugium, uno de los primeros libros escritos sobre el creciente problema de la contaminación del aire en Londres.
Fue conocido por su gran conocimiento de los árboles.  El tratado de Evelyn, Sylva, o Un discurso sobre los Árboles de Reforestación (1664), fue escrito como un estímulo para los propietarios de tierras para plantar árboles con el finde proporcionar madera para la floreciente marina de Inglaterra.

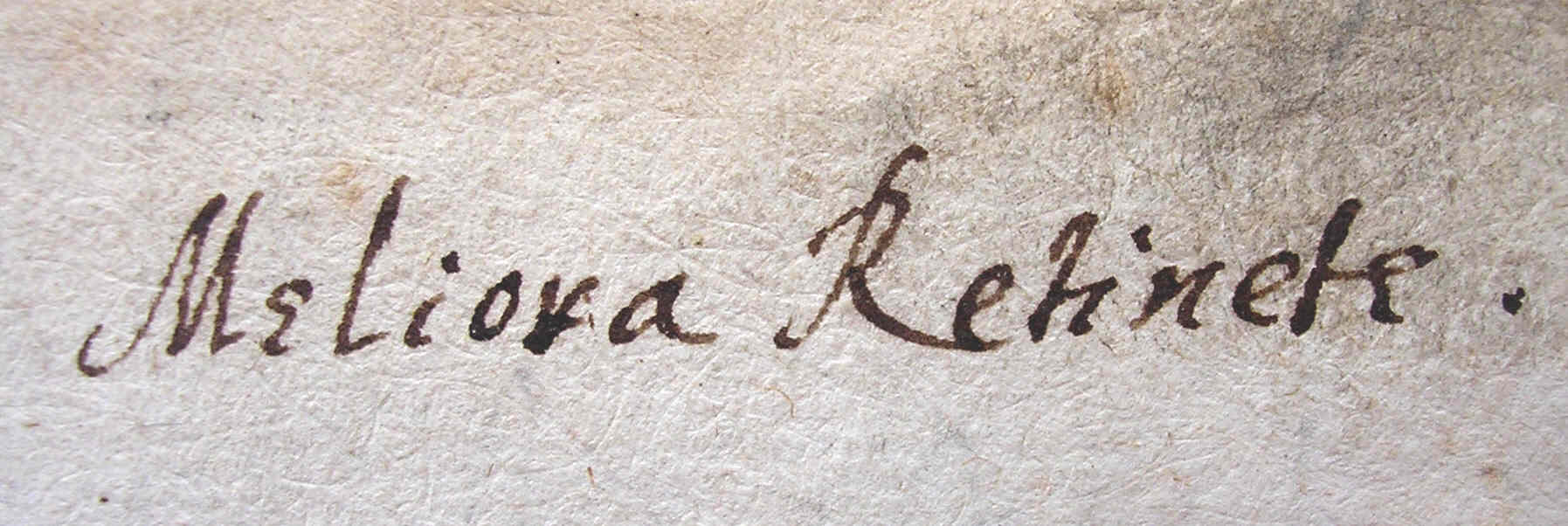
El lema de Evelyn escrito en un libro que compró en París en 1651: Retener lo mejor.

Evelyn tenía algún tipo de formación como dibujante y artista, y realizó varios grabados. La mayor parte de su obra publicada, fue producida en forma de dibujos para ser grabada por otros, con el objeto de ilustrar su propio trabajo.
Durante la Segunda Guerra Anglo-Holandesa, a partir del 28 de octubre de 1664, Evelyn fue uno de los cuatro miembros de la Comisión encargada del cuidado de los marinos enfermos o heridos, y para el cuidado y tratamiento de los prisioneros de guerra.

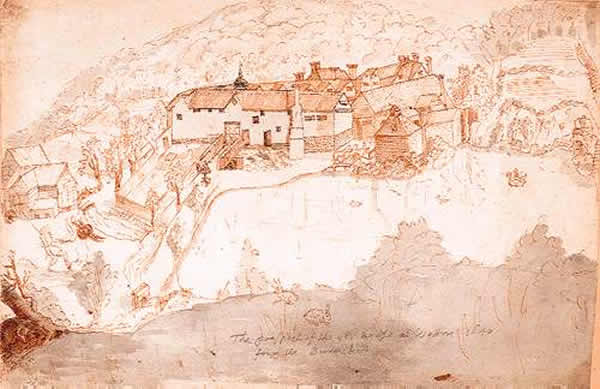
Dibujo de Wotton House, cerca de Guildford, por Evelyn (1640).

Tras el gran incendio de Londres en 1666, descrito de cerca en sus diarios, Evelyn presentó uno de los distintos planes (Christopher Wren produjo otro) propuestos para la reconstrucción de la ciudad, planes rechazados por Carlos II en gran parte debido a la complejidad de la propiedad del suelo. Se interesó en la reconstrucción de la catedral de San Pablo por Wren.
Evelyn fue un autor prolífico y produjo libros sobre temas tan diversos como la teología, la numismática, la política, la horticultura, la arquitectura y el vegetarianismo, y cultivó vínculos con los contemporáneos de todo el espectro de la vida política y cultural. Al igual que Thomas Browne y Samuel Pepys, era un bibliófilo entusiasta, y a su muerte había reunido una biblioteca con 3.859 libros y 822 folletos. Muchos fueron encuadernados al gusto francés y llevan su lema Omnia explorate; retinete meliora ("Explorar todo, retener lo mejor"), frase procedente de la Primera Carta a los Tesalonicenses (5, 21).
En 1694 Evelyn volvió a Wotton, Surrey, y debido a que su hermano mayor George no tuvo hijos, heredó la finca en 1699. Su residencia londinense de Sayes Court se puso en alquiler. Su más notable inquilino fue el zar ruso Pedro el Grande, quien vivió allí durante tres meses en 1698 (causando grandes daños tanto a la casa como a los jardines). La casa ya no existe, y en su lugar se puede encontrar un parque público del mismo nombre junto a Evelyn Street.
Evelyn murió en 1706 en su casa en Dover Street, Londres. Wotton House y sus demás propiedades fueron heredados por su nieto John (1782-1863), más tarde Baronet Sir John Evelyn.

## Obra literaria
Diario

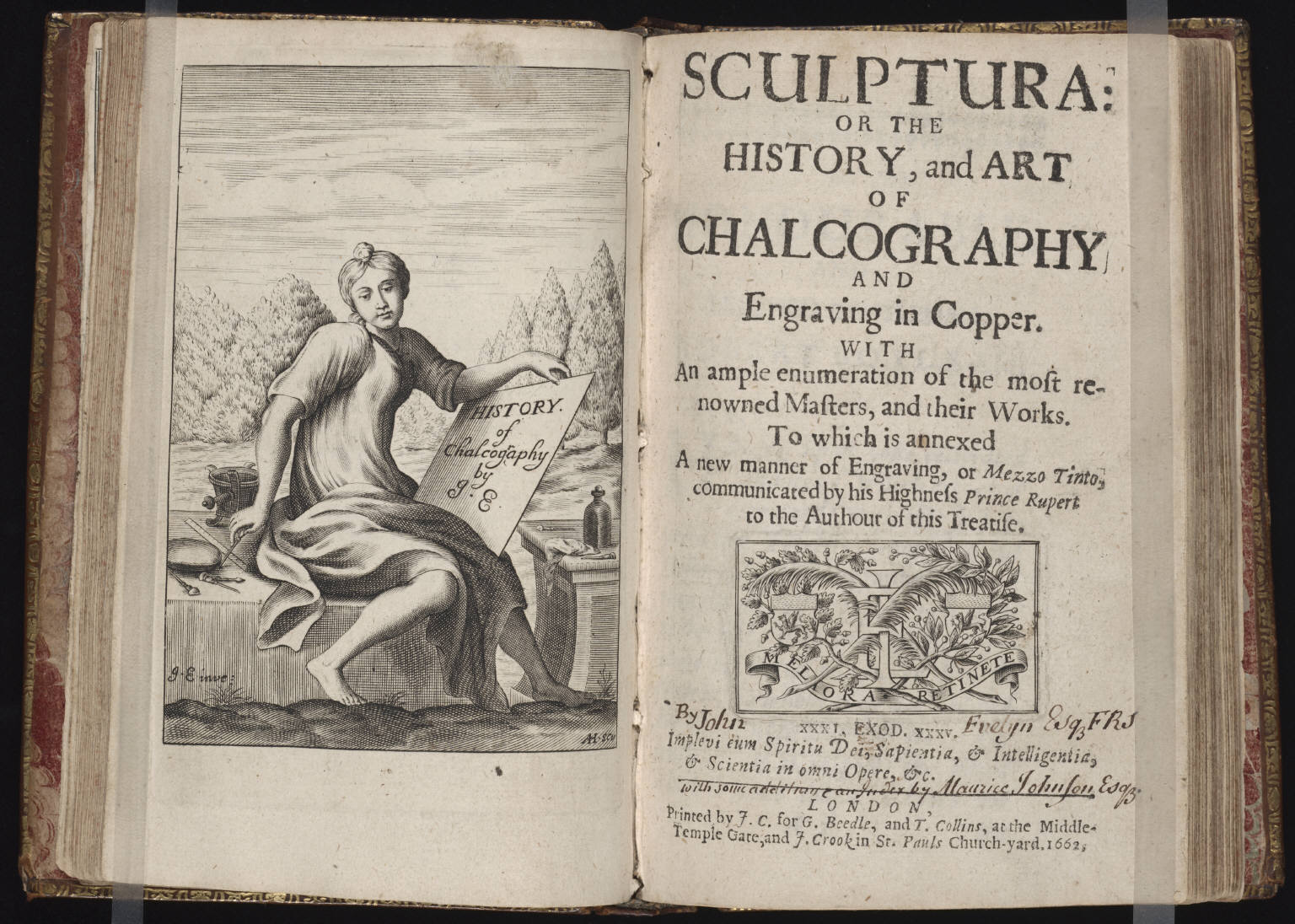
Sculptura, 1662, grabado de la portada, por Evelyn

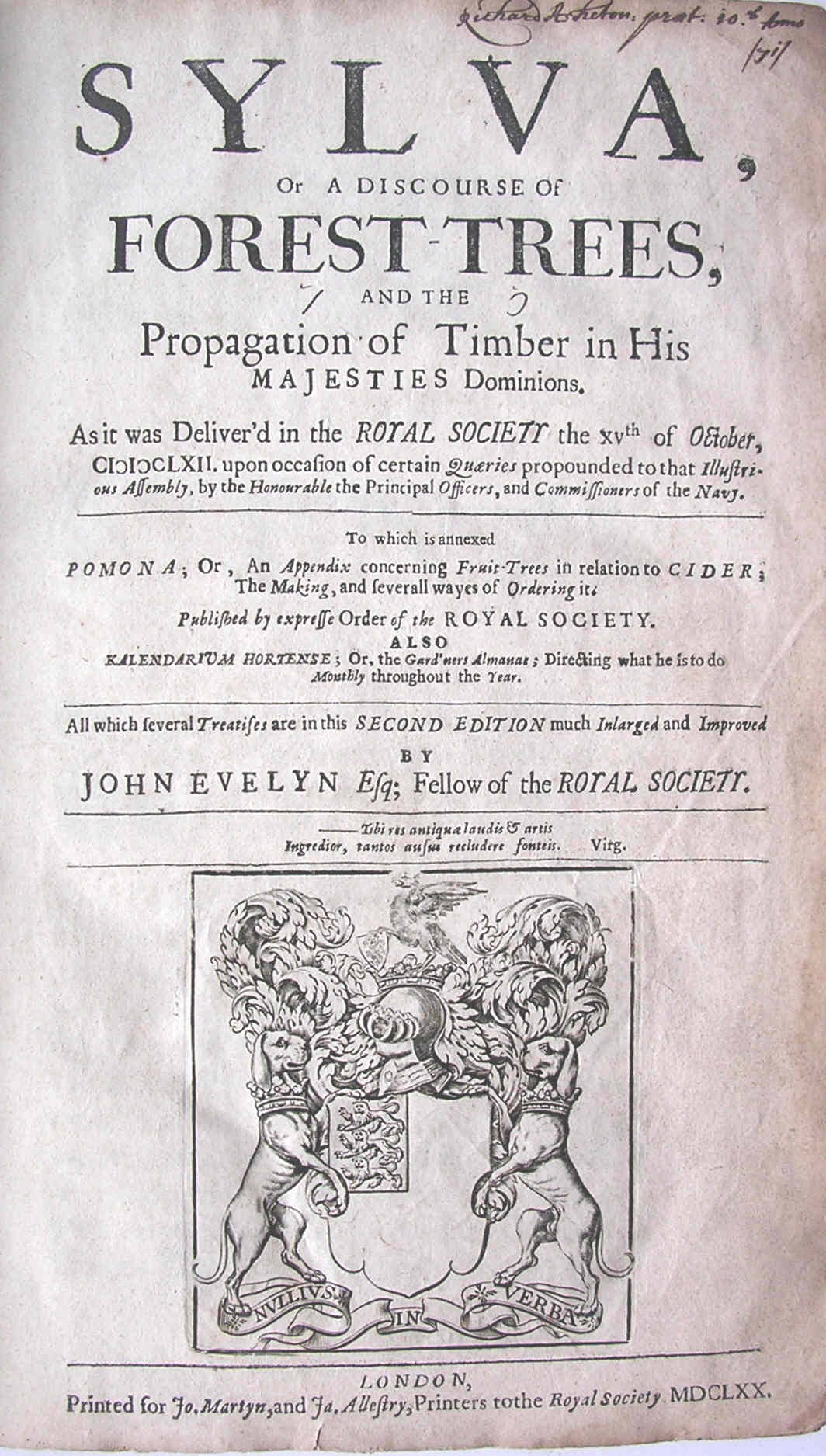
Página del título de la segunda edición de "Sylva" (1670)

Su diario, coetáneo con el más divulgado de Samuel Pepys, es una fuente de primer orden sobre el arte, la cultura y la política del siglo XVII inglés, teniendo en cuenta que Evelyn fue testigo de la muerte de Carlos I de Inglaterra en el patíbulo, de la de Oliver Cromwell y de la Gran Peste de 1665 y del Gran Incendio de Londres en 1666.
Sylva
Fue también un gran experto en árboles, y escribió Sylva, or a Discourse of Forest Trees, (Sylva, o un Discurso sobre árboles forestales) obra editada por vez primera en 1664, y que alentaba la plantación en Inglaterra de especies forestales maderables para servir a las crecientes necesidades de la Armada Británica. Junto con su Diario, el trabajo más valioso de Evelyn posiblemente es Sylva, donde denuncia que en el país se está agotando rápidamente la madera por las industrias como las fábricas de vidrio y los hornos de hierro, mientras que no se hace ningún intento de paliar el daño mediante la plantación de nuevos árboles. Evelyn hizo un alegato en favor de la reforestación, y además de producir una obra valiosa sobre arboricultura, fue capaz de hacer ver en su prefacio al Rey que había inducido a los terratenientes a plantar muchos millones de árboles.
Otras obras
Además escribió sobre gran cantidad de temas: teología, política, numismática, arquitectura, horticultura, o vegetarianismo. Su hija María Evelyn (1665-1685), ha sido reconocida como la autora bajo seudónimo del libro Mundus muliebris de 1690, una guía satírica en verso para mujeres, cuya autoría se acredita a menudo conjuntamente con su padre, quien parece haber editado el trabajo después de la muerte de su hija.
La amistad de Evelyn con Margaret Blagge, después señora Godolphin, se registra en el diario, cuando dice que nació "para consagrar su vida digna a la posteridad". Esto es lo que Evelyn hizo efectivamente mediante una pequeña obra maestra, una biografía religiosa cuyo manuscrito se mantuvo en poder de la familia Harcourt hasta que fue editado por Samuel Wilberforce, obispo de Oxford, con el título de "La vida de la señora Godolphin" (1847), reimpresa en las "Obras clásicas del Rey" de (1904). La imagen de la santa vida de la señora Blagge en la corte gana en interés cuando se compara con las memorias escandalosas del conde de Gramont, o con las sátiras políticas contemporáneas.

## Legado
- Una importante porción superviviente de la biblioteca de Evelyn fue vendida y dispersada en ocho subastas de Christie (en 1977 y 1978).[9]
- La Biblioteca Británica mantiene un gran archivo de documentos personales de Evelyn, incluyendo el manuscrito de su Diario.[10]
- El Victoria and Albert Museum tiene en su colección un gabinete propiedad de Evelyn que se cree que albergó sus diarios.
- En 2005, se publicó una nueva biografía de Gillian Darley, basada en el pleno acceso al archivo.[11]
- En 2011 se inició una campaña para restaurar el jardín de John Evelyn en Deptford.[12]